# Chase Joynt
Chase Joynt es un cineasta, escritor, videoartista, actor y profesor canadiense. Fue aclamado como codirector junto con Aisling Chin-Yee por el documental No Ordinary Man (2020), y como director en solitario de la película Framing Agnes (2022). Ganó dos premios en el Festival de Cine de Sundance de 2022 por su trabajo en este último.

## Carrera

### Cine
Joynt ha dirigido una serie de cortometrajes documentales sobre cuestiones de género, incluidos I'm Yours (2012), Akin (2012), Stealth (2014), Between You and Me (2016) y una versión en cortometraje de Framing Agnes (2019).
Ganó el premio Artista Canadiense Emergente en el Inside Out Film and Video Festival de 2012 por Akin; en el mismo año, tuvo un papel actoral en la serie web de John Greyson Murder in Passing.
En 2020 recibió una subvención del Re:Focus Emergency Relief Fund de Inside Out para completar una edición cinematográfica de Framing Agnes, que luego se estrenó en el Festival de Cine de Sundance de 2022, donde Joynt ganó el Premio del Público y el Premio Innovador en el programa NEXT.

### Escritura
En 2016, Joynt y Mike Hoolboom fueron coautores del libro de no ficción You Only Live Twice: Sex, Death and Transition. El libro recibió una nominación al Premio Literario Lambda en la categoría de No Ficción Transgénero en la 29.ª edición de los Premios Literarios Lambda en 2017.

### Enseñanza
Desde 2019, Joynt es profesor asistente de estudios de género en la Universidad de Victoria.

## Vida personal
Joynt es un hombre transgénero.